# 罗卡西库拉
罗卡西库拉（義大利語：Roccasicura），是意大利伊塞尔尼亚省的一个市镇。总面积29平方公里，人口580人，人口密度20.0人/平方公里（2009年）。ISTAT代码为094041。